# Мои 16
Мои 16 — третій студійний альбом Марієтти, що був офіційно представлений у грудні 2011 року. Виданий під лейблом Moon Records. До альбому увійшли 9 композицій і 4 відеокліпи до синглів: «В контакте», «Пташечка», «Кораблик любви», «Уходило лето», які є результатом «тинейджерського» періоду в житті співачки останніх двох років її творчості (2009–2011). З піснею «Rainbow» співачка взяла участь у відборі на Євробачення-2012.

## Трек-лист
- 1. Пташечка
- 2. Уходило лето
- 3. Кораблик любви
- 4. В контакте
- 5. Fantasy
- 6. Disco
- 7. Линии дождя
- 8. Тебе
- 9. Кораблик любви (акустик версія)

## Сингли

### В контакте
| Попередній |

| "Пташечка" 2010 | Наступний |

| Попередній |

| "Пташечка" 2010 | Наступний |

| Попередній |

| "Пташечка" 2010 | Наступний |

| Попередній |

| "Пташечка" 2010 | Наступний |

### Пташечка
| Попередній | "Вконтакте" 2009 |

| "Кораблик любви" 2010 | Наступний |

| Попередній | "Вконтакте" 2009 |

| "Кораблик любви" 2010 | Наступний |

| Попередній | "Вконтакте" 2009 |

| "Кораблик любви" 2010 | Наступний |

| Попередній | "Вконтакте" 2009 |

| "Кораблик любви" 2010 | Наступний |

|                               | «Я люблю веселитися, мені подобається рок-музика, до того ж мені давно хотілося виплеснути свою енергію, правда, своєрідним чином. Думаю, насправді багатьом дівчатам хотілося б зробити зі своїми хлопцями те ж саме...» |
| — Марієтта у відгуку про кліп | |